# 라이징 어브 더 문
라이징 어브 더 문(The Rising of the Moon)은 아일랜드의 고전 포크송으로, 잉글랜드의 억압과 착취에 대항하여 아일랜드인들이 일으킨 1798년의 반란과 관련이 있다. 가락은 전통 가락이고, 가사는 1867년에 존 키건 캐시(1846~1870)가 지었다. 대화 형식으로 되어 있고, 잉글랜드의 억압과 착취에 맞서 싸우기를 주장하며, 아일랜드의 민족 감정을 자극하고 있다. 아일랜드 고전 포크송 웨어링 인 더 그린(Wearing in the Green), 스코틀랜드 고전 포크송 세이 윌 위 옛(Sae Will We Yet) 도 같은 가락을 사용한다.

## 가사
"Oh! then tell me, Shawn O'Ferrall, Tell me why you hurry so?"
"Hush ma bouchal, hush and listen", And his cheeks were all a-glow.
"I bear ordhers from the captain, Get you ready quick and soon,
For the pikes must be together At the risin' of the moon".
At the risin' of the moon, at the risin' of the moon,
For the pikes must be together at the risin' of the moon.

"Oh! then tell me, Shawn O'Ferrall, Where the gatherin' is to be?"
"In the ould spot by the river, Right well known to you and me.
One word more—for signal token Whistle up the marchin' tune,
With your pike upon your shoulder, By the risin' of the moon".
By the risin' of the moon, by the risin' of the moon,
With your pike upon your shoulder, by the risin' of the moon.

Out from many a mudwall cabin Eyes were watching thro' that night,
Many a manly chest was throbbing For the blessed warning light.
Murmurs passed along the valleys Like the banshee's lonely croon,
And a thousand blades were flashing At the risin' of the moon.
At the risin' of the moon, at the risin' of the moon,
And a thousand blades were flashing at the risin' of the moon.

There beside the singing river That dark mass of men was seen,
Far above the shining weapons Hung their own beloved green.
"Death to ev'ry foe and traitor! Forward! strike the marchin' tune,
And hurrah, my boys, for freedom! 'T is the risin' of the moon".
'T is the risin' of the moon, 't is the risin' of the moon,
And hurrah my boys for freedom! 't is the risin' of the moon.

Well they fought for poor old Ireland, And full bitter was their fate
(Oh! what glorious pride and sorrow Fill the name of Ninety-Eight).
Yet, thank God, e'en still are beating Hearts in manhood's burning noon,
Who would follow in their footsteps, At the risin' of the moon!
At the rising of the moon, at the risin' of the moon,
Who would follow in their footsteps, at the risin' of the moon.
출처: A wreath of shamrocks: : ballads, songs, and legends (1867)
(가사 저작권 없음-작가가 1870년에 죽었으므로, 퍼블릭 도메인이다.)

## 내용 분석
작가 존 키건 캐시는 아일랜드의 독립 운동가로서, 피니언 당(Fenian Party)원이었다. 피니언 당이란 대한민국의 한국독립당처럼, 아일랜드의 독립운동을 위해 조직된 단체이다. 이 곡은 존 키건 캐시가, 1798년에 아일랜드인들이 일으킨 반영 독립 항쟁을 소재로 지은 곡이다. 당시 아일랜드 독립군의 무기는 파이크(pike)라고 하는 창이었다.
전체적으로 두 독립군의 대화 형식으로 되어 있다. 1연에서는 어딘가로 서둘러 달려가는 독립군(숀 오패럴)에게 다른 독립군(부컬)이 서두르는 이유를 묻는다. 숀 오패럴은 사령관으로부터 월출 때까지 기다렸다가 파이크를 들고 모이라는 명령을 전달받고, 이를 부컬에게 전해 준다. 제목의 월출(Rising of the Moon)은 아일랜드 독립군의 공격 신호를 뜻한다.
2연에서는 부컬이 숀 오패럴에게 집결 장소를 묻는다. 숀 오패럴은 부컬에게 집결 장소를 알려 주고, 휘슬 소리가 들리면 파이크를 들고 모이라는 말을 덧붙인다.
3연에서는 독립군이 모여드는 모습을 묘사하고 있다. 독립군의 모습은 어둠 속이라 잘 보이지 않지만, 독립군이 든 파이크 날은 어둠 속에서도 빛나고 있다. 파이크 날은 독립군의 항영 정신을 상징한다.
4연에서는 강가의 집결 장소(2연에서 숀 오패럴이 말한)로 모여든 독립군의 모습을 묘사하고 있다. 상징적 표현이 돋보이는 부분은 2연인데, 'Far above the shining weapons Hung their own beloved green.' 이라고 하고 있다. 초록색은 아일랜드, 특히 아일랜드의 로마 가톨릭을 상징하는 색깔이다. 무기에 초록색 천을 묶어 놓았다는 뜻인데, 여기에서 초록색은 아일랜드의 민족 정신과 아일랜드인들의 로마 가톨릭 신자로서의 정체성을 상징하는 것이다.
5연에서는 전사한 독립군에 대한 추모와 아일랜드의 미래에 대한 희망을 다루고 있다. 1798년 6월 21일 아일랜드 독립군은 잉글랜드군에게 패배하고, 사령관 존 켈리와 로디 매컬리 등의 독립운동가들은 붙잡혀 처형된다. 그럼에도 불구하고 화자는 하느님께 감사를 드리며 아일랜드의 독립에 대한 희망을 나타내고 있다.